# V̦
Cette page contient des caractères spéciaux ou non latins. S’ils s’affichent mal (▯, ?, etc.), consultez la page d’aide Unicode.
V̦ (minuscule : v̦), appelé V virgule souscrite, est un graphème utilisé en lutsi et qui a été utilisée dans une grammaire du latgalien de Sibérie de 1928.
Il s'agit de la lettre V diacritée d'une virgule souscrite.

## Utilisation

### Lutsi
Le V virgule souscrite ‹ V̦, v̦ › est utilisé dans l’orthographe lutsi proposée par Uldis Balodis à partir des années 2010, pour représenter une consonne fricative labio-dentale voisée palatalisée [vʲ],.

## Représentations informatiques
Le V virgule souscrite peut être représenté avec les caractères Unicode (latin de base, diacritiques) suivants :
| formes    | représentations | chaînes de caractères | points de code | descriptions                                            |
| --------- | --------------- | --------------------- | -------------- | ------------------------------------------------------- |
| capitale  | V̦               | V◌̦                    | U+0056 U+0326  | lettre majuscule latine v diacritique virgule souscrite |
| minuscule | v̦               | v◌̦                    | U+0076 U+0326  | lettre minuscule latine v diacritique virgule souscrite |